# Regina Toepfer
Regina Toepfer (* 29. April 1975 in Marburg) ist eine deutsche germanistische Mediävistin und Inhaberin des Lehrstuhls für Deutsche Philologie, Ältere Abteilung, an der Julius-Maximilians-Universität Würzburg.

## Werdegang
Regina Toepfer studierte von 1994 bis 2001 an der Philipps-Universität Marburg Germanistik, Theologie und Griechische Philologie und schloss mit dem Ersten Staatsexamen für das Lehramt an Gymnasien ab. Als Mitglied der International Max Planck Research School „Werte und Wertewandel in Mittelalter und Neuzeit“ absolvierte sie anschließend in Göttingen und Basel den Promotionsstudiengang „Mittelalter- und Früheneuzeitstudien“. Im Jahr 2005 wurde sie mit einer Arbeit über die frühneuzeitliche Rezeption des Kirchenvaters Basilius Magnus promoviert.
Anschließend war sie wissenschaftliche Mitarbeiterin an der Johann Wolfgang Goethe-Universität Frankfurt am Main. In dieser Zeit fertigte Toepfer ihre Habilitationsschrift zur Höfischen Tragik an, mit der ihr im Jahr 2011 die Venia Legendi für Ältere deutsche Literaturwissenschaft verliehen wurde. Sie vertrat Professuren in Frankfurt am Main, Berlin und Heidelberg. Von 2016 bis 2021 hatte sie die Professur für Germanistische Mediävistik (W2) an der Technischen Universität Braunschweig inne. Seit April 2021 ist sie Lehrstuhlinhaberin für Deutsche Philologie (W3) in Würzburg.
Toepfer ist Sprecherin des DFG-Schwerpunktprogramms 2130 „Übersetzungskulturen der Frühen Neuzeit“, das sie seit 2018 gemeinsam mit Peter Burschel und Jörg Wesche leitet, und Mitglied im wissenschaftlichen Beirat der 2021 eröffneten virtuellen Multimedia-Ausstellung Übersetzen ist Macht. Von 2017 bis 2021 gab sie als Schriftführerin des Mediävistenverbandes die Zeitschrift Das Mittelalter. Perspektiven mediävistischer Forschung heraus. Seit 2022 ist sie Mitherausgeberin der Germanisch-Romanischen Monatsschrift. Toepfer wurde 2023 zur Präsidentin des Mediävistenverbandes gewählt und gehört der Klasse für Geisteswissenschaften der Braunschweigischen Wissenschaftlichen Gesellschaft (BWG) an.

## Forschung
Zu Toepfers Forschungsschwerpunkten gehören Übersetzungsliteratur, Antikenrezeption, Formen des Tragischen, Theater der Vormoderne und Gender Studies. In ihrem Teilprojekt des DFG-Schwerpunktprogramms entwickelt sie am Beispiel frühneuzeitlicher Ovid-Übersetzungen eine „Translationsanthropologie“, die das Übersetzen als einen kulturellen Transfer auffasst. Bereits in ihrer Dissertation widmete sie sich Fragen der Übersetzung und Rezeption des antiken Autors Basilius Magnus. Mit Untersuchungen zu Simon Schaidenreissers Übertragung der Odyssee Homers weitete sich ihre Übersetzungsforschung auf weltliche Texte aus.
In ihrer Habilitationsschrift widerlegt Toepfer die gängige Auffassung, im Mittelalter könne es wegen des christlichen Weltbildes keine Tragik geben, indem sie in der höfischen Epik mit Schuld, Konflikt und Liebe verschiedenartige Motivierungsformen des Tragischen nachweist und in der „Widerspruchsstruktur der Minne“ darüber hinaus ein spezifisch mittelalterliches Element der Tragik sieht. In diesem Zusammenhang stehen zwei Tagungen, die sie mit Gyburg Uhlmann organisierte: Tragik vor der Moderne (Berlin, 2010) sowie Tragik und Minne (Frankfurt am Main, 2012). Die von Regina Toepfer mit Jörn Bockmann veranstaltete internationale Tagung Ambivalenzen des geistlichen Spiels (Gandersheim, 2016) dokumentiert ihr Forschungsinteresse auf dem Gebiet des Theaters der Vormoderne.
In ihrer Studie Kinderlosigkeit. Ersehnte, verweigerte und bereute Elternschaft im Mittelalter vertritt Toepfer als ihre zentrale These: „Kinderlosigkeit ist kein biologisches Schicksal und kein naturbedingter Defekt, sondern ein kulturelles Konstrukt“. Sie untersucht verschiedene mittelalterliche Wissensbereiche und Narrative und zeichnet kontextbezogene Bewertungen der Kinderlosigkeit teils bis in die Gegenwart nach. Das Buch richtet sich an ein breiteres Lesepublikum. Die Veröffentlichung wurde von einer Diskussion mit Verena Brunschweiger und Petra Thorn begleitet, die am 18. November 2020 als Livestream bei YouTube übertragen wurde.

## Mitgliedschaften
- Seit 2019 Ordentliches Mitglied der Braunschweigischen Wissenschaftlichen Gesellschaft, Sektion: Geisteswissenschaften
- 2018–2024 Sprecherin des DFG-Schwerpunktprogramms 2130 „Übersetzungskukturen der frühen Neuzeit“[15]

## Wissenschaftliche Errungenschaften
- 2018–2019 “Opus Magnum”-Förderung, VolkswagenStiftung
- 2018 Auszeichnung mit dem Wissenschaftspreis Niedersachsen in der Kategorie Lehre[16]
- 2015 Heisenberg-Stipendium der Humboldt-Universität zu Berlin
- 2010–2011 ProProfessur-Stipendium für hochqualifizierte Akademikerinnen, gefördert von fünf Universitäten in Hessen
- 2001–2004 Georg-Christoph-Lichtenberg-Stipendium

## Schriften (Auswahl)

### Monographien
- Kinderlosigkeit. Ersehnte, verweigerte und bereute Elternschaft im Mittelalter. Metzler, Stuttgart 2020, ISBN 978-3-476-05674-0.
  - Übersetzung des ersten Teils ins Englische: Infertility in Medieval and Early Modern Europe. Premodern Views on Childlessness. Übers. von Kate Sotejeff-Wilson. Springer Nature: Imprint Palgrave Macmillan, Basingstoke 2022, ISBN 978-3-031-08976-3.
  - Übersetzung des zweiten Teils ins Englische: Negotiating Childlessness in the Middle Ages. Stories of Desired, Refused, and Regretted Parenthood. Arc Humanities Press, Leeds 2025, ISBN 978-1-80270-244-6. (Digitalisat)
- Höfische Tragik. Motivierungsformen des Unglücks in mittelalterlichen Erzählungen (= Untersuchungen zur deutschen Literaturgeschichte. Band 144). De Gruyter, Berlin / Boston 2013, ISBN 978-3-11-030697-2.
- Pädagogik, Polemik, Paränese. Zur deutschen Rezeption des Basilius Magnus im Humanismus und in der Reformationszeit (= Frühe Neuzeit. Band 123). Max Niemeyer, Tübingen 2007, ISBN 978-3-484-36623-7.
- (als Regina Götz:) Der geschlechtliche Mensch – ein Ebenbild Gottes. Die Auslegung von Gen 1,27 durch die wichtigsten griechischen Kirchenväter (= Fuldaer Hochschulschriften. Band 42). Josef Knecht, Frankfurt 2003, ISBN 978-3-7820-0866-2.

### Herausgeberschaften
- mit Ulrike Draesner, Annkathrin Koppers und Jörg Wesche: Übersetzen ist Macht. Essays zur Frühen Neuzeit. Wehrhahn, Hannover 2023, ISBN 978-3-86525-976-9.
- mit Thomas Meinecke, Carolin Bohn und Bettina Wahrig: Ozeanisch schreiben. Drei Ensembles zu einer Poetik des Nicht-Binären. Verbrecher Verlag, Berlin 2022, ISBN 978-3-95732-520-4.
- Klassiker der Frühen Neuzeit (= Spolia Berolinensia. Band 43). Unter Mitwirkung von Nadine Lordick. Weidmann, Hildesheim 2022, ISBN 978-3-615-00447-2.
- mit Peter Burschel und Jörg Wesche: Übersetzen in der Frühen Neuzeit – Konzepte und Methoden / Concepts and Practices of Translation in the Early Modern Period (= Übersetzungskulturen der Frühen Neuzeit. Band 1). J.B. Metzler, Berlin / Heidelberg 2021, ISBN 978-3-662-62561-3. doi:10.1007/978-3-662-62562-0
- mit Wolfram Drews und Matthias Müller: Mediävistik 2021. Positionen, Strategien, Visionen (= Das Mittelalter. Perspektiven mediävistischer Forschung. Band 26, Heft 1). Heidelberg University Publishing, Heidelberg 2021, ISBN 978-3-96822-099-4. doi:10.17885/heiup.mial.2021.1
- Klassiker des Mittelalters (= Spolia Berolinensia. Band 38). Weidmann, Hildesheim 2019, ISBN 978-3-615-00437-3. (Digitalisat im AMAD Repositorium)
- mit Jörn Bockmann: Ambivalenzen des geistlichen Spiels. Revisionen von Texten und Methoden (= Historische Semantik. Band 29). Vandenhoeck & Ruprecht, Göttingen 2018, ISBN 978-3-525-30190-6.
- mit Johannes Klaus Kipf und Jörg Robert: Humanistische Antikenübersetzung und frühneuzeitliche Poetik in Deutschland (1450–1620) (= Frühe Neuzeit. Band 211). De Gruyter, Berlin / Boston 2017, ISBN 978-3-11-052606-6.
- mit Gyburg Radke-Uhlmann: Tragik vor der Moderne. Literaturwissenschaftliche Analyse (= Studien zur Literatur und Erkenntnis. Band 6). Winter, Heidelberg 2015, ISBN 978-3-8253-6309-3.